# Seelitz
Seelitz é um município da Alemanha, situado no distrito de  Mittelsachsen, no estado da Saxônia. Tem 31,08 km² de área, e sua população em 2019 foi estimada em 1.663 habitantes.